# De viris illustribus catalanis
De viris illustribus catalanis es un opúsculo del año 1476, obra del notario y archivero real barcelonés del siglo XV Pere Miquel Carbonell, que recoge unas breves reseñas biográficas de quince hombres ilustres de su tiempo, circunscritos al ámbito del reino de Aragón. Su nombre completo es De uiris illustribus Catalanis suae tempestatis libellus.

## Contexto
La obra se inserta en la tradición clásica de recoger la biografía de grandes personajes, bien religiosos, bien humanistas. Podemos situar su nacimiento con la obra Vidas paralelas de Plutarco. La lista de obras sobre hombres ilustres que se publican con el nombre de viris illustribus o similar es extensa y fue retomada por los humanistas del siglo XV.
Así se puede destacar Suetonio, De viris illustribus; Aurelio Victor, De viris illustribus; San Jerónimo, De viris illustribus; Isidoro de Sevilla, De viris illustribus; Genadio de Marsella, De viris illustribus; Charles François Lhomond, De viris illustribus; Petrarca, De viris illustribus; Guillermo da Pastrengo, De viris illustribus te de Originibus; Bartolomeo Facio, De viris illustribus; Pío II, De viris illustribus y Benedetto Accolti, Dialogus de praestantia virorum sui aevi. De hecho, Carbonell se inspira directamente en la obra de Facio. En este sentido, hay que remarcar que en el manuscrito 69 del Archivo Capitular de Gerona Carbonell copia tanto su obra como el De viris illustribus de Facio, que es su modelo.

## Contenido
Los quince viris illustribus (barones ilustres) que describe Carbonell son, todos ellos, del siglo XV. De acuerdo con el ámbito humanista en que se desenvuelve Carbonell, la elección queda centrada en aquellos prohombres que escriben en latín o, si es el caso, en latín y también en catalán. Aun así, quedan fuera de la selección escritores que, en aquella época, ya tenían un renombre y reconocimiento, pero que se escribían básicamente en catalán, como Joan Roís de Corella o Ausiàs March. La selección tampoco es homogénea, puesto que junto a grandes humanistas como Jeroni Pau o Joan Margarit, aparece algún biografiado que no consta que hubiera escrito nada. Con todo, el valor de la obra de Carbonell es incalculable por la información que aporta de su época, de la literatura, de la introducción de los clásicos y, en definitiva, de la influencia del humanismo italiano en el reino de Aragón.

## Personajes biografiados
Los viris illustribus catalanis referidos en el opúsculo son:
- Llucià Colomines, gramático, natural de Perpiñán.
- Joan Llobet, filósofo barcelonés seguidor de Ramon Llull.
- Juan Margarit y Pau, natural de Gerona y obispo de esta sede.
- Joan Ferrando, valenciano, prior de Tortosa y teólogo.
- Jaume Pau, barcelonés, jurisconsulto.
- Joan Ramon Ferrer, jurisconsulto barcelonés.
- Gabriel Desclapers, lulista balear.
- Ferrer Berard, jurisconsulto balear.
- Jaume Garcia, archivero real barcelonés.
- Jeroni Pau, jurisconsulto barcelonés.
- Bartomeu Gerp, astrólogo valenciano.
- Joan de Bònia, astrólogo valenciano.
- Felip de Malla, canónigo barcelonés.
- Jaume Ripoll, notario y jurisconsulto barcelonés.
- Gabriel Canyelles, notario barcelonés.

## Manuscrito
El manuscrito del De viris illustribus catalanis está en el Archivo Capitular de Gerona, manuscrito nº 69, folios 62-67.

## Copias y ediciones
- El opúsculo de Carbonell fue copiado por Francisco de Villanueva, el padre Villanueva, y el manuscrito se halla en la Biblioteca de la Real Historia de Madrid, manuscrito 9-4560.

- En 1865, Manuel de Bofarull y de Sartorio lo publicó en sus Opúsculos inéditos del cronista catalán Pedro Miguel Carbonell de la Colección de Documentos Inéditos del Archivo de la Corona de Aragón, vol. XXVIII.

- En 1988, Mariàngela Villalonga publicó el opúsculo, con una introducción, aparato crítico y traducción al catalán, en su obra Dos opúsculos de Pere Miquel Carbonell.

Además, se  han hecho otras publicaciones fragmentarias.